# ذي لب (بعدان)

تعديل مصدري - تعديل

ذي لب محلة تابعة لقرية سعوان، التابعة لعزلة دلال بمديرية بعدان إحدى مديريات محافظة إب في الجمهورية اليمنية، بلغ تعداد سكانها 54 حسب تعداد اليمن لعام 2004.